# Municipio de Center No. 1
El municipio de Center No. 1 (en inglés: Center No. 1 Township) es un municipio ubicado en el condado de Greene en el estado estadounidense de Misuri. En el año 2010 tenía una población de 3792 habitantes y una densidad poblacional de 95,46 personas por km².

## Geografía
El municipio de Center No. 1 se encuentra ubicado en las coordenadas 37°14′3″N 93°25′40″O / 37.23417, -93.42778. Según la Oficina del Censo de los Estados Unidos, el municipio tiene una superficie total de 39.72 km², de la cual 39.72 km² corresponden a tierra firme y (0%) 0 km² es agua.

## Demografía
Según el censo de 2010, había 3792 personas residiendo en el municipio de Center No. 1. La densidad de población era de 95,46 hab./km². De los 3792 habitantes, el municipio de Center No. 1 estaba compuesto por el 95.04% blancos, el 0.63% eran afroamericanos, el 0.9% eran amerindios, el 0.58% eran asiáticos, el 0.11% eran isleños del Pacífico, el 1.11% eran de otras razas y el 1.64% pertenecían a dos o más razas. Del total de la población el 2.45% eran hispanos o latinos de cualquier raza.